# Michel Francard
Pour les articles homonymes, voir Francard.
 (novembre 2021).
 (novembre 2021).
Si vous disposez d'ouvrages ou d'articles de référence ou si vous connaissez des sites web de qualité traitant du thème abordé ici, merci de compléter l'article en donnant les références utiles à sa vérifiabilité et en les liant à la section « Notes et références ».
Michel Francard, né à Bastogne[réf. nécessaire] le 17 mars 1952, obtient un doctorat en philosophie et lettres à l’Université catholique de Louvain (Louvain-la-Neuve, Belgique) en 1979. Engagé la même année dans cette université, il est nommé professeur ordinaire en 2000 et sera admis à l'éméritat en octobre 2017. Il a assumé divers engagements institutionnels, dont le mandat de prorecteur (vice-recteur) aux relations internationales, de 2004 à 2009.
Dans l'enseignement supérieur non universitaire, Michel Francard a été président de l’Assemblée générale de la Haute École de Namur-Liège-Luxembourg (HENALLUX) de 2011 à 2017.

## Parcours scientifique
Michel Francard est le fondateur du centre de recherche Valibel université catholique de Louvain, créé en 1989 et rattaché depuis 2009 à l'Institut Langage et Communication. Il est membre actif de sociétés et réseaux internationaux de chercheurs en linguistique française, dont le réseau « Étude du français en francophonie » de l’Agence universitaire de la francophonie, qu’il coordonne de 2002 à 2005.
Ses recherches actuelles portent sur les variétés de français et sur leurs rapports avec l’environnement linguistique, social, politique et économique. Ses principales publications dans le domaine contribuent à faire connaître des thématiques devenues aujourd’hui centrales dans les études du français, telles l’insécurité linguistique, observée dans les communautés francophones « périphériques » (par rapport au mythique Paris), et le français de référence, axe pivot d’une francophonie qui évolue vers un modèle pluricentré.
Il collabore à la rédaction de plusieurs dictionnaires du français mettant en évidence l’apport des différentes communautés francophones à travers le monde (Dictionnaire universel, Dictionnaire universel francophone) et contribue à la création de la Base de données lexicographiques panfrancophone, mise en ligne en 2004, sous la direction de Claude Poirier. Il est chargé de la révision des entrées consacrées au français en Belgique et au grand-duché de Luxembourg à partir de l’édition 2008 du Nouveau Petit Robert.
Ses recherches portent également sur les langues régionales endogènes de la Belgique romane. Il a publié plusieurs études linguistiques d’envergure sur ces langues régionales, tantôt descriptives, tantôt orientées vers des perspectives d’aménagement linguistique. Il apporte, pour la première fois en Wallonie, un éclairage sociolinguistique sur les pratiques et les représentations linguistiques des locuteurs wallonophones.
En 2010, il publie aux éditions De Boeck le Dictionnaire des belgicismes, corédigé avec Geneviève Geron, Régine Wilmet et Aude Wirth. Une deuxième édition de cet ouvrage, revue et augmentée, voit le jour en 2015. Une troisième édition paraît en 2021.
Ses recherches lui valent notamment le Prix Elisée Legros en 1981, le Prix Sciences humaines et Folklore Albert Doppagne (Fondation Charles Plisnier) en 1995 et le prix en langues régionales de la Communauté française de Belgique (prix de philologie) en 1995.
De janvier 2016 à juillet 2022, il a tenu une chronique de langue dans le quotidien Le Soir. Une sélection des premiers billets publiés dans le cadre de cette chronique est parue en 2018 aux éditions Racine, sous le titre: Vous avez de ces mots... D'avril 2023 à juin 2024, il a publié dans le quotidien L'Avenir-Luxembourg une chronique intitulée Clignette et consacrée à des expressions savoureuses en langue wallonne.

## Chemins du pays
Dans le prolongement de ses enquêtes sur les parlers wallons du pays de Bastogne, Michel Francard a fondé en 1982 le Musée de la Parole au pays de Bastogne, devenu Musée de la Parole en Ardenne, qu'il a dirigé jusqu'en 2004. Ce musée « sans mur » s’est fixé comme objectif de recueillir ce que des aînés ont à transmettre en matière de patrimoine régional et de favoriser la transmission de ce legs vers les générations futures, en particulier dans le domaine des langues régionales. Aujourd’hui, le Musée de la Parole a étendu son champ d’action à toute la province de Luxembourg.
Michel Francard a publié les résultats de nombreuses années d’enquête au pays de Bastogne dans des études linguistiques, ethnologiques et historiques (avec la collaboration de Robert Moërynck). Parallèlement, il a encouragé et édité des auteurs contemporains écrivant en wallon, dont l’un des plus remarquables prosateurs de sa génération, Rodolphe Dedoyard (wallon de Tenneville).
Il soutient diverses initiatives en faveur de la promotion des langues régionales de la Wallonie. Il est notamment à l’initiative de la Fête aux langues de Wallonie, créée en 2015, et a contribué à la création du label « Ma commune dit OUI aux langues régionales ». Il a collaboré de 2015 à 2018 à l'émission « Wallons, nous ! (wa) » de la RTBf, notamment dans les séquences de découverte des langues régionales « Tot bê, tout bia ! ». En 2019-2020, il présente l'émission « Foû dès ray ! (wa) » de TV Lux.
Depuis 2018, Michel Francard préside le Piconrue - Musée de la Grande Ardenne (Bastogne), consacré à l’art religieux et aux croyances populaires en Ardenne et Luxembourg. Depuis 2024, il préside l'asbl Pôle Culture de Bastogne.

## Principales publications

### Études linguistiques
- Aspects de la phonologie générative du français contemporain. Louvain – Leiden : Bibliothèque de l'Université de Louvain - E.J. Brill, 1975, 192 p.

- Le parler de Tenneville. Introduction à l'étude linguistique des parlers wallo-lorrains. Louvain-la-Neuve : Cabay, 1980, 307 p.

- Dictionnaire des parlers wallons du pays de Bastogne. Bruxelles : De Boeck Université, 1994, 1069 p. —  Réédition en 2019.

- Langues d’oïl en Wallonie. Bruxelles : Bureau européen pour les Langues moins répandues & Charleroi-Liège : micRomania, 2000, 48 p.

- (en collaboration avec Joëlle Lambert et Françoise Masuy), L'insécurité linguistique en Communauté française de Belgique. Bruxelles : Service de la langue française, 1993, 43 p.

- (en collaboration avec Geneviève Geron Régine Wilmet dir.), L'insécurité linguistique dans les communautés francophones périphériques. Volume I : Cahiers de l'Institut de Linguistique de Louvain 19 (3-4), 1993, 223 p. — Volume II : Cahiers de l'Institut de Linguistique de Louvain 20 (1-2), 1994, 145 p.

- (en collaboration avec Danièle Latin dir.), Le régionalisme lexical. Louvain-la-Neuve, Duculot, 1995, 244 p.

- (en collaboration avec Geneviève Geron et Régine Wilmet dir.), Le français de référence. Constructions et appropriations d’un concept.  Volume I : Cahiers de l’Institut de Linguistique de Louvain, 26 (1-4), 2000, 409 p. — Volume II : Cahiers de l’Institut de Linguistique de Louvain, 27 (1-2), 2001, 240 p.

- (coauteur avec Geneviève Geron, Régine Wilmet et Aude Wirth), Dictionnaire des belgicismes. Bruxelles, De Boeck, 2010 (première édition), 400 p. — 2015 (deuxième édition), 410 p. — 2021 (troisième édition), 461 p.
- Wallon, picard, gaumais, champenois. Les langues régionales de la Wallonie. Bruxelles, De Boeck, 2013, 216 p.
- Tours & détours. Les plus belles expressions du français de Belgique. Bruxelles, Racine, 2016, 176 p.
- Vous avez de ces mots... Le français d'aujourd'hui et de demain. Bruxelles, Racine, 2018, 192 p.
- Tours & détours. Le retour. Bruxelles, Racine, 2018, 176 p.
- Mes mille premiers mots wallons [en wallon méridional]. Neckarsteinach, Tintenfass, 2019, 64 p.

### Éditions de textes wallons
- (en collaboration avec Rodolphe Dedoyard)  Dès mèstîs èt dès djins k' è vont (Métiers et gens d'autrefois), Bastogne, 1978, 115 p. (2e éd. Louvain-la-Neuve, Cabay et a.s.b.l. Musée de la Parole au Pays de Bastogne, 1983.) [Recueil de textes en wallon de Tenneville]

- Do pa la-y-ôt â pa lâvâ. [Recueil de textes en wallon de Bastogne]. Louvain-la-Neuve, Cabay et a.s.b.l. Musée de la Parole au Pays de Bastogne, 1982, 109 p.

- (en collaboration avec Rodolphe Dedoyard)  Cand l' djâle s'è mèle (Quand le diable s'en mêle). [Pièce en quatre actes en wallon de Tenneville]. Louvain-la-Neuve, Cabay et a.s.b.l. Musée de la Parole au Pays de Bastogne, 1983, 39 p.

- (en collaboration avec Rodolphe Dedoyard)  Â pus lon dès djoûs (Au plus loin des jours). [Nouvelle en wallon de Tenneville]. Bastogne, a.s.b.l. Musée de la Parole au Pays de Bastogne, 1987, 87 p.

- (en collaboration avec Rodolphe Dedoyard)  Hatche èt matche (Pêle-mêle). [Recueil de textes en wallon de Tenneville]. Bastogne, a.s.b.l. Musée de la Parole au Pays de Bastogne, 1998, 104 p.

- (en collaboration avec Rodolphe Dedoyard)  Li tèlèfone do curè (Le téléphone du curé). [Recueil de textes en wallon de Tenneville]. Bastogne, a.s.b.l. Musée de la Parole au Pays de Bastogne, 2002, 72 p.

- Scrîjeûs d’ Ârdène. Florilège d’auteurs ardennais 1982-2002. Bastogne, a.s.b.l. Musée de la Parole au Pays de Bastogne, 2002, 340 p. [format 21 x 29,5 cm] + 2 CD [160 minutes].

### Vidéo - CDV
- Ces Belges qui parlent français. Variétés linguistiques du français de Belgique. [Cassette vidéo; durée 80 minutes + livret d'accompagnement, 87 p.]. Louvain-la-Neuve, unité de linguistique française - CAV, 1989. — Version revue en Compact Disk Video (deux disques) en janvier 1997.

- Les linguistes mènent l'enquête. Techniques de l'enquête sociolinguistique.  [Cassette vidéo; durée 21 minutes). Louvain-la-Neuve, groupe de recherche VALIBEL - CAV, 1992.

### Histoire, mémoire collective et traditions populaires
- (en collaboration avec Robert Moërynck)  Pavêye et pa podrî. Les rues de Bastogne hier et aujourd'hui, Bastogne, a.s.b.l. Musée de la Parole au Pays de Bastogne, 1991, 222 p.
- (en collaboration avec Robert Moërynck)  Le mémorial du Mardasson à Bastogne, Bastogne, a.s.b.l. Musée de la Parole au Pays de Bastogne, 2005, 124 p. Traduction en anglais publiée sous le titre The Mardasson Memorial in Bastogne, 2006. − Traduction en néerlandais publiée sous le titre "Het Mardasson Herdenkingsmonument in Bastogne", 2019.